# Bristol Britannia
Il Bristol Britannia era un quadrimotore di linea ad ala bassa per rotte a lungo raggio prodotto dall'azienda britannica Bristol Aeroplane Company negli anni cinquanta.
Benché realizzato per il mercato del trasporto passeggeri in rotte a lungo raggio, venne anche utilizzato come trasporto militare dalla Royal Air Force.

## Storia del progetto
Il Bristol Britannia era stato progettato per soddisfare una richiesta della British Overseas Airways Corporation (BOAC) per un aereo da utilizzare sulle lunghe tratte dell'impero britannico. L'aereo, secondo il desiderio della BOAC, doveva essere fornito di quattro motori a pistoni e doveva poter trasportare almeno 36 passeggeri, ma alcuni radicali cambiamenti nel progetto iniziale portarono alla realizzazione di un prototipo da 90 passeggeri con turboeliche Bristol Proteus 625, che volò il 16 settembre 1952.
Dal Britannia la Canadair sviluppò negli anni cinquanta il pattugliatore marittimo CL-28 Argus per le esigenze della Royal Canadian Air Force.

## Impiego operativo

### Civile
Il Britannia 102 di serie, noto come "Gigante che Sussurra" per la sua sorprendente silenziosità non solo in cabina ma anche percepita da terra, entrò in servizio con la BOAC il 1º febbraio 1957 sulla rotta Londra-Johannesburg. I Bristol Britannia serie 300, con fusoliera allungata di quasi quattro metri, motori Proteus 755 da 4120 hp e 133 posti passeggeri, iniziarono i servizi senza scalo da Londra a New York il 19 dicembre 1957, e i Britannia 312 furono i primi aerei con propulsione turboelica ad operare regolarmente su rotte transatlantiche. Un esemplare di questo tipo di aerei fu usato il 20-21 maggio 1960 dal Mossad e dalla El Al per trasportare da Buenos Aires a Gerusalemme il criminale nazista Eichmann organizzando un viaggio di 14.650 km. complessivi  suddiviso con scalo a Dakar per il rifornimento percorrendo 7.450 km. e con destinazione finale in Israele percorrendo altri 7.200 km. sorvolando le Canarie, la Spagna, la Corsica, Roma e la Grecia.

## Versioni
- 100: 90 passeggeri e quattro motori Bristol Proteus 705
- 101: 25 modelli ordinati dalla BOAC, di cui dieci cancellati in favore della serie 300
- 200: versione cargo allungata di quasi quattro metri. Cinque ordini dalla BOAC, poi cancellati in favore della serie 310
- 250: versione simile alla 200 ma metà passeggeri e metà merci
- 252: modello per la Royal Air Force
- 253: altri 22 ordini commissionati dalla RAF
- 300: come la serie 200, ma solo passeggeri (fino a un massimo di 139)
- 301: rimasto allo stadio di prototipo
- 302: dieci ordini dalla BOAC, poi cancellati in favore della serie 305 e 310
- 305: simile al 300, ma con maggior autonomia di volo
- 306: modello per l'israeliana El Al
- 307: modello per la Air Charter
- 307F: modifica alla serie 307
- 308: modello per la Transcontinental
- 308F: modifica della serie 308
- 309: modello per la Ghana Airways
- 310: uguale alla serie 305, ma con fusoliera rinforzata
- 311: rimasto allo stadio di prototipo
- 312: 19 ordini dalla BOAC
- 312F: modifica della serie 312
- 313: quattro ordini dalla El Al
- 314: quattro ordini dalla Canadian Pacific
- 317. due ordini dalla Hunting-Clan Air Transport
- 318: quattro ordini dalla Cubana
- 320: simile al 310, ma con maggior autonomia di volo
- 324: due ordini dalla Canadian Pacific

## Utilizzatori

### Civili
| Argentina - Aerotransportes Entre Rios - Transcontinental SA Belgio - Young Cargo Burundi - Centre Air Afrique Canada - Canadian Pacific Cecoslovacchia - ČSA Cuba - Aerocaribbean - Cubana de Aviación Emirati Arabi Uniti - Gaylan Air Cargo Ghana - Ghana Airways Kenya - African Cargo Airlines - African Safari Airlines Indonesia - Indonesian Ankasa Civil Air Transport Irlanda - Aer Turas - Interconair Israele - El Al |  | Liberia - Liberia World Airways Messico - Aeronaves de México Regno Unito - Air Charter - BKS Air Transport - British Overseas Airways Corporation (BOAC) - Britannia Airways - British Eagle - British United Airways - Caledonian Airways - Donaldson International Airlines - Hunting Clan - International Air Services - Invicta International - Lloyd International Airways - Monarch Airlines - Redcoat Air Cargo - Transglobe Airways Spagna - Air Spain Svizzera - Globe Air Zaire - Domaine de Katale - Katale Air Transport - Transair Cargo |

### Militari
Cuba
- Defensa Anti-Aérea y Fuerza Aérea Revolucionaria

alcuni Bristol Britannia vennero utilizzati per trasportare truppe cubane in Africa per appoggiare le forze angolane durante l'Operación Carlota.
 Regno Unito
- Aeroplane and Armament Experimental Establishment
- Royal Air Force
  - No. 99 Squadron RAF
  - No. 511 Squadron RAF

### Riviste
- (EN) H. A. Taylor, Britannia...End of the Bristol Line, in Air Enthusiast, n. 20, dicembre 1982-March 1983,  pp. 31-46.